# Laura Redden Searing
Laura Redden Searing (9 de febrero de 1839, condado de Somerset, Maryland-10 de agosto de 1923) fue una poeta y periodista sorda estadounidense. Su primer libro de poesía publicado fue Idyls of Battle, y Poems of the Rebellion (1864). Su seudónimo es Howard Glyndon. Significativamente, la ciudad de Glyndon, Minnesota, fue fundada en 1872 y nombrada en honor de la escritora. 

## Primeros años
Laura Catherine Redden nació de Littleton John Redden y Wilhelmina Waller Redden en 1839. Sus padres fueron comprensivos con ella, aprendieron el lenguaje de señas para poder comunicarse con ella. En 1851, perdió su audición a los 11 años debido a una meningitis espinal. En 1855, se inscribió en la Escuela para Sordos de Misuri (MSD) en Fulton, Misuri. Aprendió lenguaje de señas y el alfabeto manual americano . 

## Vida personal
Laura Catherine Redden se graduó de la Escuela para Sordos de Misuri, una escuela secundaria, en 1858. Ella no se matriculó en la universidad. Sus habilidades literarias y su soltería hacían que fuese fácil entrar en una universidad, sin embargo, no había entonces universidades que aceptaran mujeres sordas. El Colegio Nacional de Sordomudos (ahora Universidad de Gallaudet) se estableció en 1864 y no admitió estudiantes hasta 1881.  Para complementar su educación, realizó una gira por Europa desde 1865-69. Mientras estuvo allí, estudió alemán, francés, español e italiano. Se comprometió con Michael George Brennan en 1867, pero el compromiso terminó poco después. Se casó con Edward Whelan Searing, un abogado, en 1876, para convertirse en Laura Catherine Redden Searing.
Tuvieron una hija, Elsa Waller Searing, el 4 de mayo de 1880. En 1887, Laura Redden Searing y su hija se establecieron cerca de Santa Cruz, California . Edward Searing se quedó en Nueva York y se divorciaron en 1894. Redden Searing murió en 1923 y fue enterrada en Colma, California.

## Carrera profesional
Desde 1857-58, Redden envió poemas a Harper's Magazine. En 1858, el primer ensayo publicado de Redden apareció en American Annals of the Deaf.  Los temas del ensayo fueron sordera, lenguaje de señas y escritura. En 1858, Redden se graduó en la Escuela para Sordos de Misuri.  Al graduarse, se le ofreció un puesto de docente en MSD que rechazó.
En 1859, el periódico presbiteriano de St. Louis la contrató como columnista y editora asistente. En 1860, se convirtió en una editora para el republicano de San Luis. En este momento, Laura Catherine Redden adoptó oficialmente el seudónimo de Howard Glyndon. En 1861, el republicano de St. Louis la envió a Washington D. C. para cubrir y documentar la Guerra Civil Americana. Era leal a la Unión y escribió poemas sobre las experiencias y los intereses humanos del campo de batalla. Ella también escribió a Abraham Lincoln y Ulysses S. Grant durante la guerra.
Después de la guerra, 1865–69, viajó a Europa para convertirse en corresponsal del The New York Times. En 1870, regresó a Nueva York y Boston y fue escritora del personal del New York Evening Mail y contribuyó con artículos en Galaxy, Harper's Magazine y Tribune.

## Antecedentes de "Howard Glyndon"
Algunos especulan que Laura Redden Searing usaba el seudónimo de Howard Glyndon debido a la atención nacional sesgada por el género que se prestaba a los escritores masculinos de la época.
El nombre fue adoptado oficialmente durante la Guerra de Secesión como corresponsal del republicano de St. Louis. Esto plantea la posibilidad de que el seudónimo disocie su identidad de los críticos a sus simpatías del Ejército de la Unión.  Sin embargo, en todos sus trabajos publicados, el seudónimo iba acompañado de su nombre real en letras más pequeñas. Esto indica que el seudónimo no era para ocultar su género o identidad. Es probable que la doble identidad desafiara las expectativas de lo que podría producir una escritora de esa época.

## Libros
- Glyndon, Howard (Laura C. Redden) (1864). Idyls of Battle and Poems of the Rebellion. New York: Hurd and Houghton.
- Glyndon, Howard; Judy Yaeger Jones; Jane E. Vallier (2003). Sweet Bells Jangled. Washington D.C.: Gallaudet University Press. ISBN 1-56368-138-2.
- Krentz, Christopher (2000). A Mighty Change. Washington D.C.: Gallaudet University Press. ISBN 1-56368-101-3.
- Lang, Harry; Bonnie Meath-Lang (1995). Deaf Persons in the Arts and Sciences: A Biographical Dictionary. Greenwood Press. ISBN 0-313-29170-5.